# El geperut de Notre-Dame (pel·lícula de 1939)
El geperut de Notre-Dame (títol original en anglès: The Hunchback of Notre Dame) és una pel·lícula estatunidenca dirigida per William Dieterle, estrenada el 1939 i doblada al català.

## Argument
A finals del segle xv París celebra la mort de l'Edat Mitjana en un ambient en el qual conviuen un poble ignorant, un rei comprensiu, un jutge malvat i una organització de captaires que serviran de comparses a dos personatges marginats: Maragda, una gitana, i Quasimodo, el geperut campaner de Notre Dame.

## Repartiment
- Charles Laughton: Quasimodo
- Maureen O'Hara: Esmeralda
- Sir Cedric Hardwicke: Frollo
- Thomas Mitchell: Clopin
- Edmond O'Brien: Gringoire
- Alan Marshal: Phœbus
- Walter Hampden: L'arquebisbe de París
- Harry Davenport: Lluís XI de França
- Helene Whitney: Flor de Lis
- Katharine Alexander: Madame de Lis
- Rod La Rocque (Phillippe)
- George Zucco: El procurador
- Kathryn Adams: La companya de Flor
- Etienne Girardot: El doctor
- Fritz Leiber: El vell gentilhome
- Arthur Hohl: Olivier
- Minna Gombell: La reina dels captaires

## Nominacions
- 1940. Oscar a la millor banda sonora per Alfred Newman
- 1940. Oscar a la millor edició de so per John Aalberg